# Chiesa di San Nicola di Bari (Cammarata)
La chiesa di San Nicola di Bari è la chiesa madre di Cammarata, in provincia di Agrigento.

## Storia
L'attuale chiesa sorge sul sito della vecchia Matrice, distrutta da un incendio nel 1624. La sua ricostruzione fortemente voluta dal popolo e sostenuta dal Conte Francesco Branciforti, iniziò pochi anno dopo, ma per arrivare al suo completamento bisognò aspettare circa 40 anni e cioè fino al 1644 circa, per proseguire anche sino agli inizi del '700 quando furono completate la cupola e le navate laterali.
Risalgono invece all'800 gli stucchi interni e il pavimento in marmo.

## Esterno
La facciata esterna, restituita da alcuni anni all'originario aspetto in pietra, a seguito di oculati lavori di restauro, si presenta senza particolari elementi architettonici, con una semplicità lineare caratterizzata solamente da finte colonne ed architravi. Il portale in pietra pone in risalto il portone centrale che anche se di epoca moderna (fu realizzato nel 1970), ben si colloca nell'intera struttura. Le formelle in bronzo raffigurano i santi patroni di Cammarata, alcuni panorami del
paese e la conquista della luna avvenuta proprio in quegli anni.

## Interno
L'interno è a croce latina e a tre navate. Entrando bisogna prima di tutto ammirare la grandezza e la profondità della chiesa posizionandosi nella soglia del portone principale
La sua bellezza viene posta in risalto dal colore fresco degli stucchi, abbondanti di arabeschi e di volute, che non stancano la vista ed adornano perfettamente la volta e le colonne come dei pizzi ricamati.

### Altare Maggiore

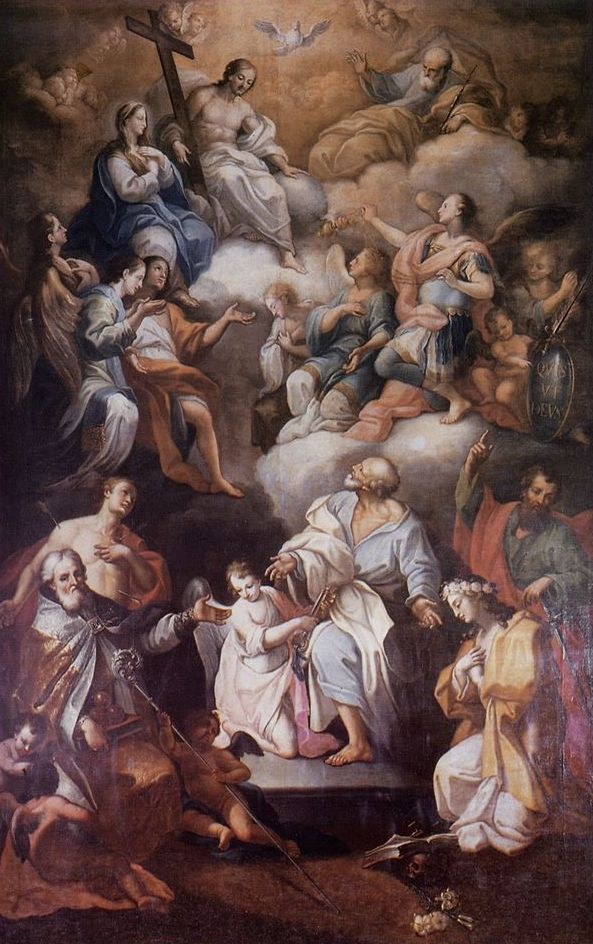
Quadro dell'altare maggiore della Chiesa Madre di Cammarata

Nell'altar maggiore è collocato un grande quadro raffigurante la Santissima Trinità (a cui la chiesa era dedicata). Esso fu acquistato dall'arciprete Rizzo (1778-1815) ed è attribuito a fra Fedele da San Biagio (Fedele Tirrito), pittore cappuccino che visse ed operò proprio in quel periodo.
L'opera è da ammirare sia per la perfezione e la plasticità delle figure, ma anche perché è un quadro personalizzato per Cammarata poiché vi sono raffigurati, oltre alla Santissima Trinità ed alla Vergine Immacolata in alto, i Santi Arcangeli, Michele, Gabriele e Raffaele, e i Santi principalmente venerati nel paese: San Nicola (il patrono), Santa Rosalia (la compatrona), San Sebastiano, San Pietro e San Paolo.

### Navata sinistra

#### Cappella di San Nicola protettore
Nella nicchia si trova un mezzobusto ligneo dorato che rappresenta San Nicolò: la statua è di pregevole fattura e racchiude nel petto, in una teca di vetro, la reliquia, donata dalla Contessa Lucia. Sulle pareti laterali sono collocate due tele che rappresentano i miracoli del santo: quello del coppiere e quello dei tre fanciulli. A sinistra una lapide di ardesia porta un'iscrizione nella quale si dice "la chiesa è stata rifatta in una forma molto più bella sotto Francesco Branciforti e si ordina di conservare una "tabulam" del Crocifisso e San Nicolò, dipinta con singolare maestria per ordine della famiglia Abatellis: anno 1664."

#### Cappella del Crocifisso
Nella Cappella del transetto è collocata un'antica scultura in legno del Crocifisso detto dei Valloni, una famiglia del paese, sotto di esso la bellissima statua della Madonna Addolorata che viene portata in processione il Venerdì Santo.
Sul lato destro di questo altare si può ammirare una tela realizzata nel 1595 da Nicolò Buttafuoco, proveniente dalla non più esistente chiesetta della SS.Trinità, dedicata appunto alla SS.Trinità secondo la visione di S. Paolo, bellissimo il paesaggio sullo sfondo, e curiosi gli spartiti di musica gregoriana sorretti dagli angeli.
Sul lato sinistro il sarcofago di Blasco Branciforti, al di sopra di esso un quadro con i Santi Michele, Cosma e Damiano.

#### Ciborio

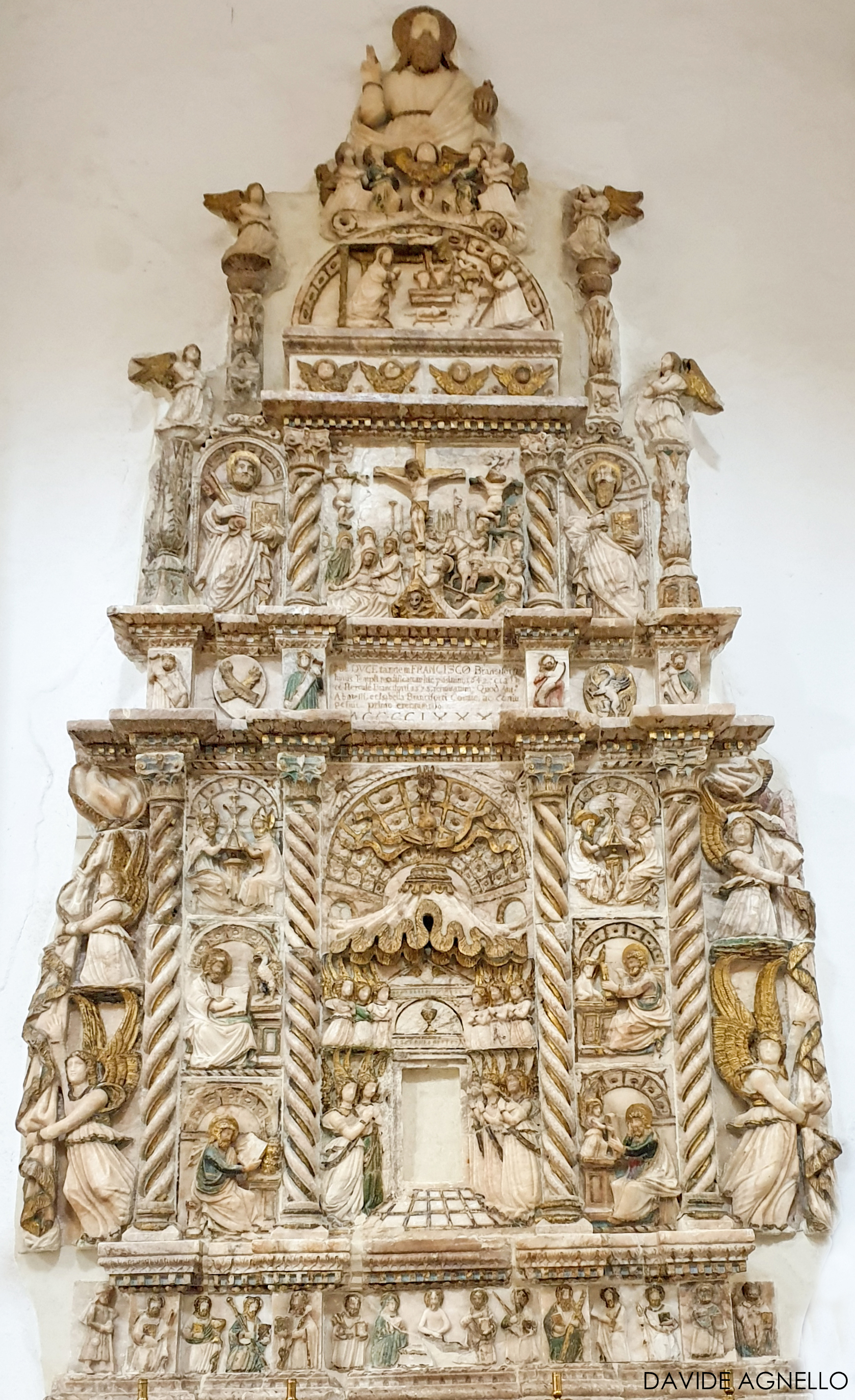
Ciborio di Andrea Mancino e Antonio Vanella.

Alla parete è riassemblato il ciborio di Andrea Mancino e Antonio Vanella commissionato da Antonio Abatelli e Isabella Branciforti come tabernacolo dell'altare del Sacramento della cappella eponima della primitiva chiesa madre, dove restò almeno fino alla costruzione dell'attuale chiesa.
In basso nello stilobate sono rappresentati gli Apostoli con Maria e Gesù e in ultimo San Nicola di Bari, protettore di Cammarata. 
Al centro del primo ordine il tabernacolo fiancheggiato da angeli adoranti e sormontato da un baldacchino, colonnine a spirale ripartiscono l'ordine in scomparti contenenti le raffigurazioni in altorilievo dei Quattro Evangelisti (nell'ordine San Marco con il leone e San Matteo con l'angelo - San Giovanni con l'aquila e San Luca con il bue), e dei Padri della Chiesa. Alle estremità laterali, due angeli per fianco, sostengono la cortina ornamentale.
Sui quattro dadi aggettanti della fascia marcapiano le raffigurazioni di altrettanti Profeti alternate dagli stemmi dei Branciforte e degli Abatelli. Al centro l'iscrizione: "SVB DVCE TANDEM FRANCISCO BRANCIFORTI HVIVS TEMPLI REÆDIFICATORE HIC POSITVM 1642, ET A DVCE HERCVLE BRANCIFORTI 1573, RENOVATUM, QVOD, ANTONIO ABBATELLI ET ISABELLA BRANCIFORTI COMITE AC CONIVGE, FVIT PRIMO ERECTVM MCCCCLXXXX".
Al centro del secondo ordine una Crocifissione delimitata da colonnine tortili, verso l'esterno le nicchie raffiguranti gli Apostoli San Pietro con le chiavi e San Paolo con la spada. Chiudono ai lati due candelabri con decorazioni a foglia d'acanto sormontati da un Arcangelo Gabriele o Angelo Annunciante e la Vergine Annunciata. Un'ulteriore fascia reca quattro teste di putto alati.
Altri due pinnacoli con decorazioni a foglia d'acanto sormontati da angioletti oranti delimitano una lunetta recante la raffigurazione della Natività a sua volta sormontata da quattro angioletti, chiude la monumentale composizione il Padre Eterno in atto benedicente, con globo crucigero nella mano sinistra.

#### Altare delle Anime del Purgatorio
Troviamo un quadro, di fra Fedele da San Biagio (Fedele Tirrito), del secolo XVIII, raffigurante Gesù Cristo Redentore con San Michele Arcangelo, le Anime del Purgatorio, Angeli e Cherubini. Nello stesso altare è collocata la statua della Madonna della Scala del 1610, di Giuseppe Ferraro, proveniente dall'omonima chiesa non più esistente in zona Scalilla.

#### Altare della Madonna della Catena
Esisteva già nella vecchia Chiesa Madre il culto alla Madonna sotto il titolo "della Catena", forse potrebbe risalire ai primi del 400 quando si diffuse in Sicilia la devozione ad essa. Accanto alla nicchia si notano due bassorilievi in pietra coperti da stucco con due uomini che per intercessione della Madonna vennero liberati dalle catene.
L'antica statua in marmo nell'800 venne rimossa e sostituita con l'attuale in gesso, ora trovasi nella Chiesa di San Domenico e posta a destra subito dopo l'ingresso.
Sopra la mensa, racchiuso in un piccolo tempio, un quadro raffigurante i Santi Medici, Cosma e Damiano.

#### Cappella dell'Immacolata
Il culto alla SS. Immacolata Vergine Maria ebbe inizio 8 Dicembre 1795 allorché la statua venne fatta costruire dal Sacerdote Filippo Castellano e portata in processione per la prima volta dopo la benedizione dell'arciprete Giuseppe Rizzo. La cappella costruita nel 1800, sfondando la parete della navata, era ornata da due colonne tortili. Sopra l'altare, in una tribuna costituita da altre quattro colonne tortili si trovava la nicchia dell'Immacolata. Per le forti umidità la cappella crollò, fortunatamente senza danni a persone. Nel 1957 l'arciprete Vitale Madonia, su disegni del Professor Antonino Cimino e con il concorso di tutto il popolo, le pareti della cappella vennero rivestite in mosaico, e inaugurata e benedetta dal Vescovo di Agrigento Monsignor Giovanni Battista Peruzzo l'8 Dicembre del 1957, come attesta l'iscrizione sul lato destro dell'altare.

#### Nicchia di San Giuseppe
Statua di San Giuseppe.

### Navata destra

#### Altare di San Calogero
Si può ammirare la statua di San Calogero, la cui festa si celebra la prima domenica di Luglio. La caratteristica della devozione è il pane che prende forma delle varie parti del corpo umano come ex voto per le guarigioni attribuite al santo. È molto venerato dalla devozione popolare che ricorre a lui per ottenere guarigioni dalle varie malattie e dai vari infortuni. La tela che sovrasta la statua del santo rappresenta Ignazio di Loyola e Francesco Saverio. La tela è opera di Michele Lapis del 1663. Il dipinto, nello spazio centrale, riporta lo scorcio del paese di Cammarata sormontato dal castello e sotto lo stemma del paese con la donna che allatta il serpente con le parole "alios nutrit suos spernit”, “nutre gli altri disprezza i suoi”. Sotto la mensa dell'altare la statua di San Luigi Gonzaga. Era l'altare dei santi gesuiti.

#### Altare dei Santi Crispino e Crispiniano
Il quadro in esso collocato, probabilmente realizzato alla fine del '700, raffigura la drammatica scena del martirio dei due Santi mediante la decapitazione.
Il dipinto è di autore ignoto, attribuito da qualcuno alla scuola del Caravaggio o al nostro conterraneo Pietro D'Asaro, detto il Monoculus di Racalmuto. San Crispino e San Crispiniano sono i protettori dei calzolai, anticamente quest’altare era curato da quest'ultimi, che ne celebravano la festa il 25 ottobre.

#### Altare della Madonna del Lume
Troviamo la tela, di autore ignoto. Rappresenta la Madre Santissima del Lume di cui la devozione, si diffuse nel secolo XVII per opera dei Gesuiti di Palermo e che si propagò principalmente nella Sicilia occidentale. È venerata come la Madre che illumina i momenti difficili della vita in prossimità di qualche importante decisione.

#### Altare dei Santi Anna e Gioacchino
L'opera pittorica che desta maggiore interesse è senza dubbio la tela collocata nell'altare detto di Sant'Anna, realizzata da Pietro D'Asaro, il Monocolo di Racalmuto, datata 1626.
Nella scena è raffigurata la Sacra Famiglia: al centro il Bambino Gesù e San Giuseppe nell'atto di consegnare simbolicamente delle catene a due personaggi prostrati in ginocchio, mentre la Madonna, con gesto materno della destra accompagna l'azione del Figlio e con la sinistra sta per prendere un pane tra quelli di una cesta porta da un Angelo. Nello sfondo, sul paesaggio, Sant'Anna ed altri personaggi. In basso in primo piano una bellissima cesta di agrumi caratteristica nei
quadri del Monocolo.
Davanti questo altare, recentemente, l'arciprete Mario Albanese ha fatto riaprire l'accesso alla cripta, chiusa da più di mezzo secolo, dando così la possibilità ai fedeli di poter visitare la cappella ed i locali sotterranei.

#### Altare della Madonna dei Miracoli
Nel lato destro del transetto il magnifico altare della Madonna dei Miracoli risalente probabilmente al sec. XVI. Venerata a Cammarata fino al 1795 quando si incrementò la devozione all'Immacolata Concezione che il Papa Pio IX definì come dogma l'8 Dicembre 1854. La statua è racchiusa in una nicchia bramantesca lignea di oro zecchino, ornata di piccoli ma pregevoli pitture riproducenti la nascita di Maria e il suo sposalizio con Giuseppe; l'apparizione di Gesù risorto a Tommaso e gli stemmi dei Branciforti, Signori di Cammarata. La Festa si celebra nella seconda Domenica di Ottobre ed è legata al Principe Branciforti per la guarigione della figlia. Fino agli anni del 1950 si teneva una fiera in contrada Sopra la Costa di animali e attrezzi agricoli che poi col mutare delle condizioni socio-economiche si cambiò in merci di uso consumistico che oggi si tiene a San Giovanni Gemini, detta ancora "A fera Matrici".
Nei due lati della cappella due quadri la deposizione e la crocifissione di Cristo.

#### Cappella del Santissimo Sacramento
La Cappella del Sacramento venne rinnovata alla fine del 700 dall'arciprete Rizzo, ornata di stucchi, piccoli affreschi e quadri. Molto bello il tabernacolo in legno con raffinatissime statuette raffiguranti le virtù teologali. Recentemente è stata ridipinta ed impreziosita con lamine di oro.

### Organo

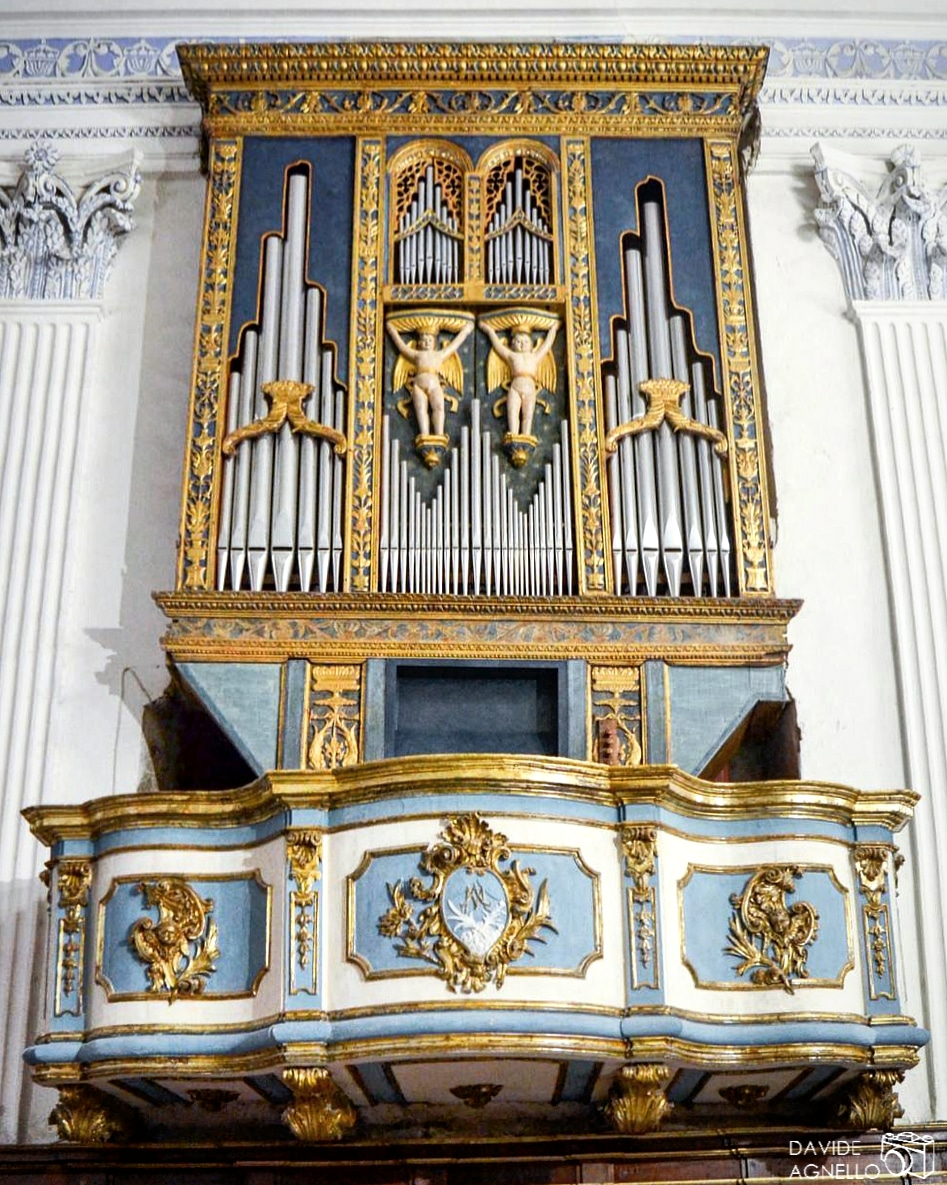
Organo a canne del 1506

L’organo della Matrice è sicuramente uno degli organi più antichi della Sicilia. La prima realizzazione risale al 1506 ad opera di Giovanni De Blundo, autore in quegli stessi anni dell’organo maggiore della cattedrale di Cefalù, molto simile per tipologia a quello di Cammarata; tuttavia, nel corso dei secoli ha subito diversi interventi. Un dato storico è confermato da un cartiglio applicato in alto al centro del leggio, che ci conferma che lo strumento fu rinnovato da don Gaspare Franco nel 1775, mentre la cassa armonica mantiene gran parte della struttura in legno e la decorazione cinquecentesca. È molto probabile che provenga da un’altra chiesa, considerato che la vecchia Chiesa Madre venne distrutta da un incendio nel 1624. Un’importante modifica venne effettuata da Francesco La Grassa, uno dei più celebrati organari siciliani, nato a Palermo e morto a Cammarata il 19 novembre del 1868, forse mentre stava lavorando all’organo della Matrice. Venne sepolto nella chiesa San Giuseppe, oggi non più esistente. Nel XX secolo furono eseguite due accordature straordinarie, una nel 1905 e un’altra nel 1962 in cui vennero sostituiti i mantici azionati a mano con un mantice elettrico.
Lo strumento attuale si compone di 611 canne, una tastiera con 45 tasti, 8 pedali e 10 registri. Il restauro ha interessato la parte strumentale (canne, somiere, tastiera, registri, meccanismi, ecc.) e la cassa armonica con tutte le sue parti decorative. Grazie a questi interventi, eseguiti magistralmente dai restauratori, prof. Giuliano Colletti e Giovanna Comes, l’organo della Matrice è stato restituito all’antico splendore sia dal punto di vista artistico, sia da quello musicale per l’eccellente qualità fonica.

### Arco trionfale
- Quinta campata dx: arcata ospitante banco ligneo dei Giurati di Cammarata. Alla parete della navata è collocato un dipinto.
- Quinta campata sx: arcata ospitante pulpito ligneo in stile barocco del 1600.

### Presbiterio
Gli stalli del coro lungo le pareti laterali sono sovrastati da due cantorie in stile barocco che ospitano un organo a canne del XVI secolo.

## San Nicolò di Bari a Cammarata

### Il Culto

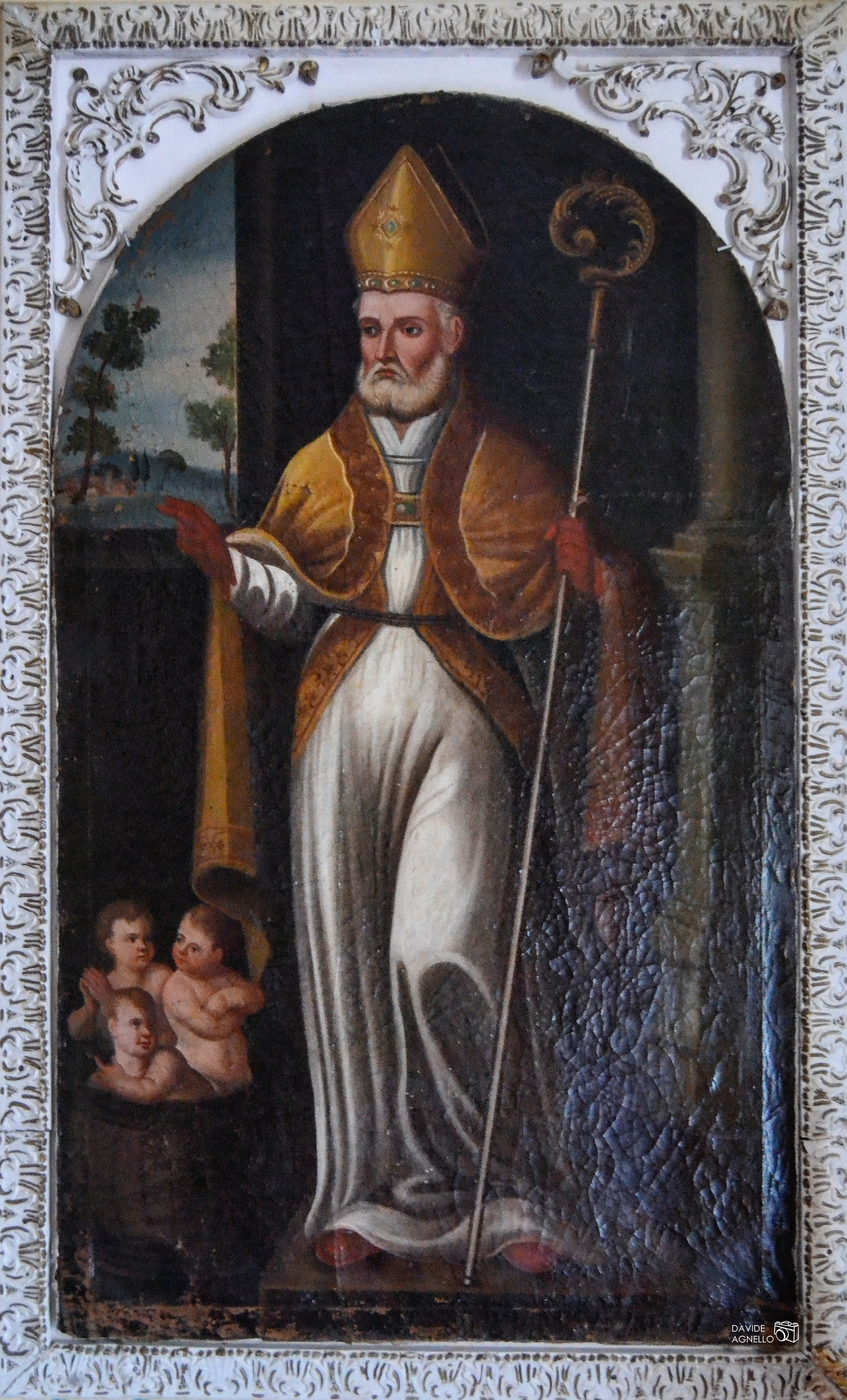
Tela di San Nicola in Sacrestia

Il culto a San Nicolò nell'Italia meridionale e nella Sicilia, vivo già in epoca bizantina, si diffuse maggiormente a seguito della traslazione delle reliquie, da Mira a Bari nel 1087.
In quel periodo, la Puglia e la Sicilia erano dominate dai Normanni ed è probabile quindi che la reliquia venerata nella chiesa Madre di Cammarata, giunse tramite la Contessa Lucia, consanguinea di Re Ruggero per mano dell'arcivescovo Giovanni di Bari, probabile zio della contessa stessa. Questa ipotesi trae fondamento dal Diploma di Lucia datato 1141, ove si legge che l'arcivescovo Giovanni giunse a Cammarata e consacrò la chiesa di Santa Maria edificata alcuni anni prima, dalla Contessa.
San Nicola viene citato in un altro Diploma di Lucia, del 15 agosto 1146, dopo l'elenco dei testimoni, nel quale si legge "Scritto per mano del sacerdote Michele di Cefalù per volontà del nostro pio padre Nicola".
In un elenco di feudi e contrade di Cammarata, riportati in antichi documenti, forse in occasione di visite pastorali del 1500, viene citata una contrada «San Nicolò del Piano", che, stando alla tesi di Mons De Gregorio corrisponderebbe con la contrada di San Lorenzo, nella quale sorgeva una chiesa “Ecclesia Santo Nicola lo Chiano".
Una chiesa di San Nicola viene citata nel Libellus, databile tra il 1124 ed il 1144 "In Camarata ecclesia Sancti Nicolay cum tota decimaburgentium, prius beneficium, postea factum prebenda per Cardinale Gerardum Legatum pro prebenda Perisii".
Di qualunque chiesa si tratti, di quella in contrada San Lorenzo o di un'altra nel centro abitato, conferma che, intorno all'anno 1000, Cammarata onorava San Nicolò.
La reliquia di San Nicolò, viene citata nei verbali delle visite pastorali dei secoli successivi.
In uno di essi del 1540 viene così descritta: "una mano et brazo d'argento in lo quali su li reliqui di Santo Nicola”. (Archivio Storico Diocesi di Agrigento).

L'uso di realizzare reliquiari antropomorfi, ossia riproducenti parti del corpo umano (mani, braccia, gambe, testa, ecc) si diffuse in Italia ed in Europa sin dal XI secolo. Tantissimi reliquiari a forma di braccio sono ancor oggi conservati e venerati in diverse chiese ed è probabile che quello che esisteva a Cammarata era simile ad uno di questi. Di quale ossa del corpo di San Nicola si tratti, non vi sono notizie precise, alcuni documenti parlano di un pezzo del braccio, altri del pollice, può darsi che vi erano entrambi visto che l'antico reliquiario era a forma di mano e braccio. Fino all'8 luglio del 1669 non viene citato nessun reliquiario. Tra le reliquie poste nella Cappella di Sant'Anna, compare quella di San Nicola, posta in un armadio alla parete e quella di San Giuseppe, posta in cornu epistulae della cappella stessa.

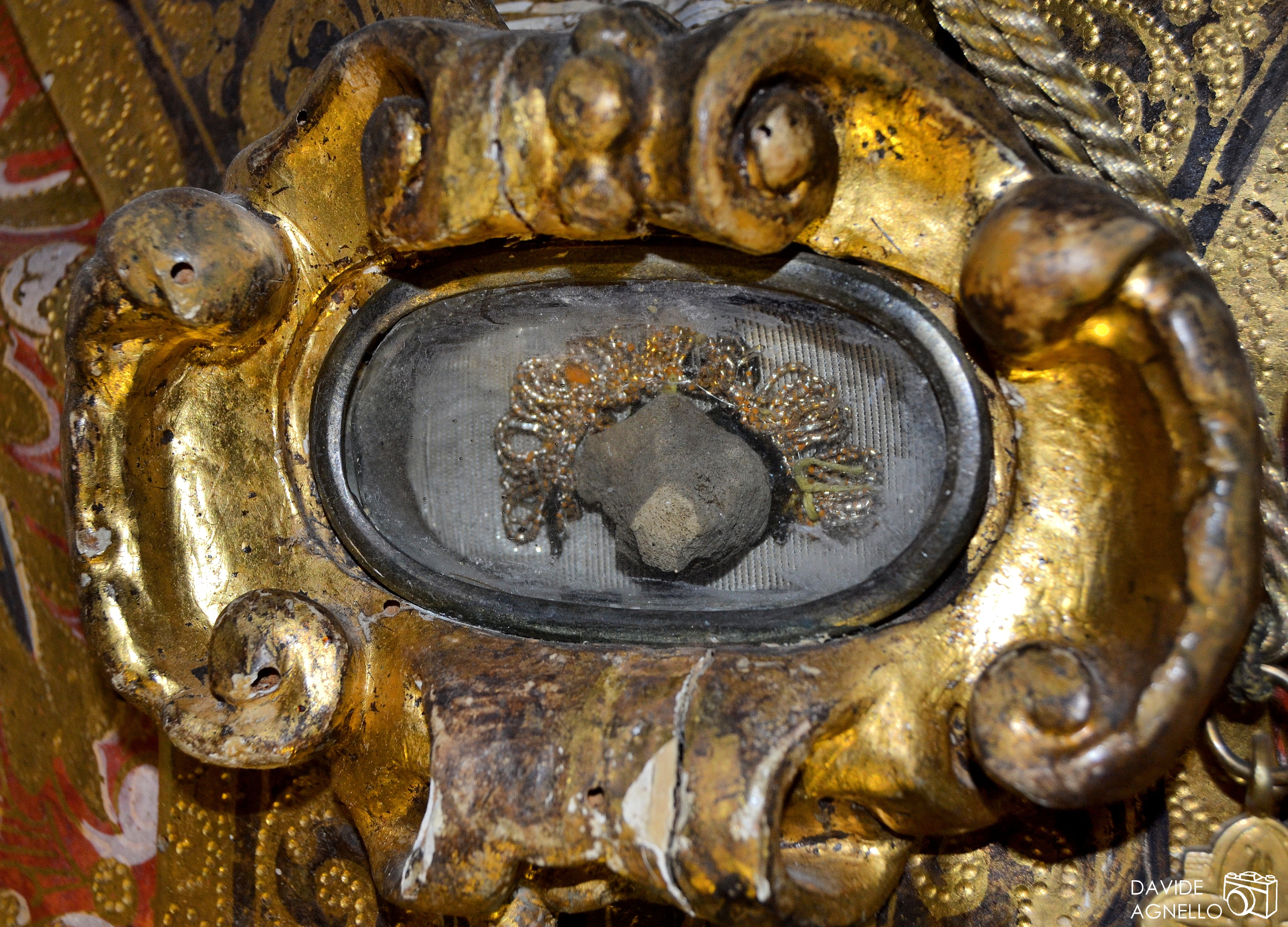
Reliquia San Nicola posta sul petto del mezzobusto

Durante il vescovado di Francesco Rhini (1676-1696) viene descritta per la prima volta la presenza del mezzobusto reliquiario. Il vescovo il 7 giugno 1687 visita la reliquia di San Nicola posta in una statua a metà, la cui reliquia è posta nel suo petto. (ASDA, Reg. Vis.1667.78, c. 1322 r). In occasione della Visita Pastorale del vescovo Lorenzo Gioeni (1730-1754), il 12 agosto del 1732, si annotano preziose notizie sul reliquiario. "Il reliquiario è posto dentro la cappella in cornu evangeli. Una mezza statua di lignami di San Nicolò che tiene con un ostensorio nel petto, un ossetto del pollice del glorioso Santo, quale prima di essere fatta la detta statua, si conservava in un braccetto d'argento, tutto comprovato dai sacerdoti antichi Rev. Don Lorenzo Virga e Rev. Don Bernardo Geiardo nel 1695. La cappella è stata stuccata nuovamente con le colonne nella nicchia. L'immagine è esposta con una vetrata, il suo cristallo e due veli, attorno ai quali immagini due angeli ad intaglio incarnati dorati tengono la mitria del glorioso Santo". (ASDA, Reg. Vis. 1732, 12 agosto).
La devozione dei Cammaratesi a San Nicolò ha dunque una storia che si tramanda da diversi secoli, una tradizione che ancor oggi si riscontra anche nell'onomastica locale. Anche se l'uso di dare il nome del nonno paterno ai bambini o del santo Patrono è molto diminuito, anticamente quasi in tutte le famiglie vi era uno di nome Nicola, Nicolò, Nicoletta o Nicolina, a volte anche con nomignoli storpiati come, Cola, Cocò, Culedda, Cochiuzzu, Niculittedda.

### Il mezzobusto
La statua a mezzobusto è in legno con doratura molto fine.
Il Santo è raffigurato in atto benedicente con paramenti solenni: camice bianco a sottili striature, rese con una particolare tecnica a rigato oro; piviale, che morbidamente ricade sulla veste, in damasco in oro zecchino e rosso, ornata a bulino, mentre i guanti hanno una ridipintura in rosso.
Nel fermaglio è posta sotto una lunetta vitrea, la reliquia. L'opera si ascrive culturalmente alla statuaria partenopea del Tardo-Cinquecento.
La statua fu fatta restaurare dall'arciprete don Mario Albanese con il contributo del Comune di Cammarata nel 2003.

### La Festa

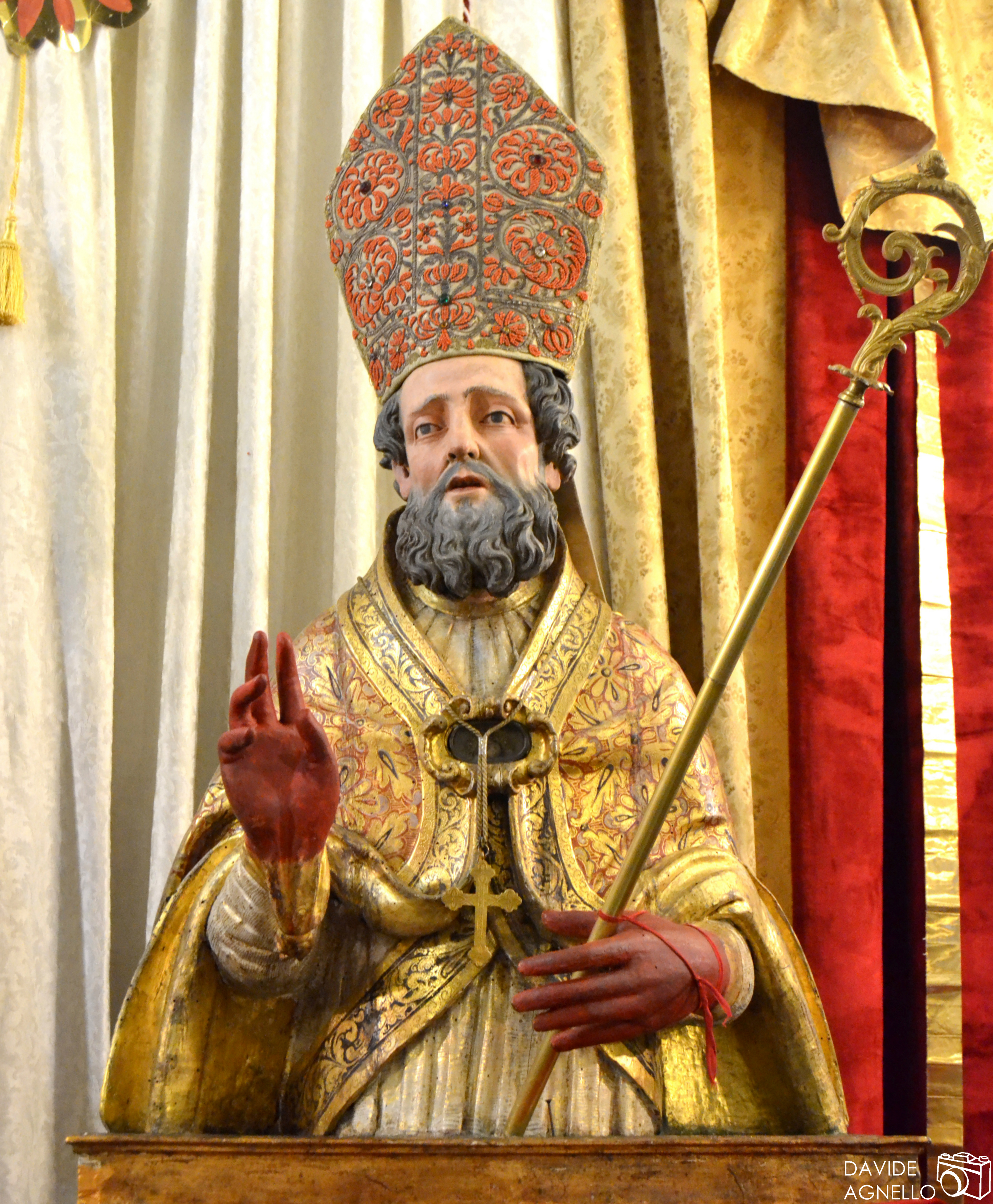
Mezzobusto reliquiario

Contrariamente a tanti paesi nei quali la festa del Santo Patrono viene considerata la principale e viene solennizzata con celebrazioni e manifestazioni collaterali che durano anche diversi giorni, a Cammarata, probabilmente per il periodo invernale in cui essa ricade, essa viene celebrata solo il 6 dicembre.
Verso la fine di novembre in parrocchia si appronta il programma delle celebrazioni, che ovviamente comprende anche quello dell'Immacolata. Prima della novena viene allestito il tosello dove saranno collocate le statue di San Nicola e dell'Immacolata.
Il mezzobusto di San Nicolò di Bari viene ornato con la preziosa mitra di corallo “fatta a proprie mani dall'ecc. ma duchessa D. Antonina Branciforti”, il pastorale e l'anello vescovile, quest'ultimo donato da Mons. Domenico De Gregorio nel 1976. Anche se San Nicolò è il protettore di tutta Cammarata, questo patronato è maggiormente sentito nella parte mediana e bassa dell'abitato. 
Fino agli anni 60 nella Matrice di Cammarata, nei nove mercoledì che precedono la festa, e cioè verso la metà di ottobre, si cantava un Inno in lingua siciliana, che narrava versi poetici della vita del Santo. I testi erano riportati in un antico manoscritto della fine del 700, conservato nella Chiesa Madre.
La sera del 5 dicembre, si celebrano i vespri solenni. Quando a Cammarata i sacerdoti erano numerosi, per questa liturgia indossavano i paramenti più preziosi e prendevano posto negli stalli del coro. Il rito si concludeva con l'antico canto “Iste Confessor”, accompagnato dal suono del magnifico organo a canne.
Il 6 Dicembre, il giorno del Santo Patrono, non c'era la scuola, negozi ed uffici erano chiusi. Oggi con la liberazione del commercio, le attività economiche locali non rispettano tale chiusura. Fortunatamente le scuole e gli uffici osservano questa regola. È il giorno solenne dove l'autorità civili e militari il rendono omaggio a San Nicola. Il corteo, accompagnato dalla banda musicale, parte del Palazzo Municipale alla volta della Chiesa Madre. Appena arrivati, il sindaco a nome di tutta la cittadinanza dona un cesto di fiori a San Nicola, e dopo aver preso posto, inizia la Messa Solenne, concelebrata dai sacerdoti di Cammarata e San Giovanni Gemini.

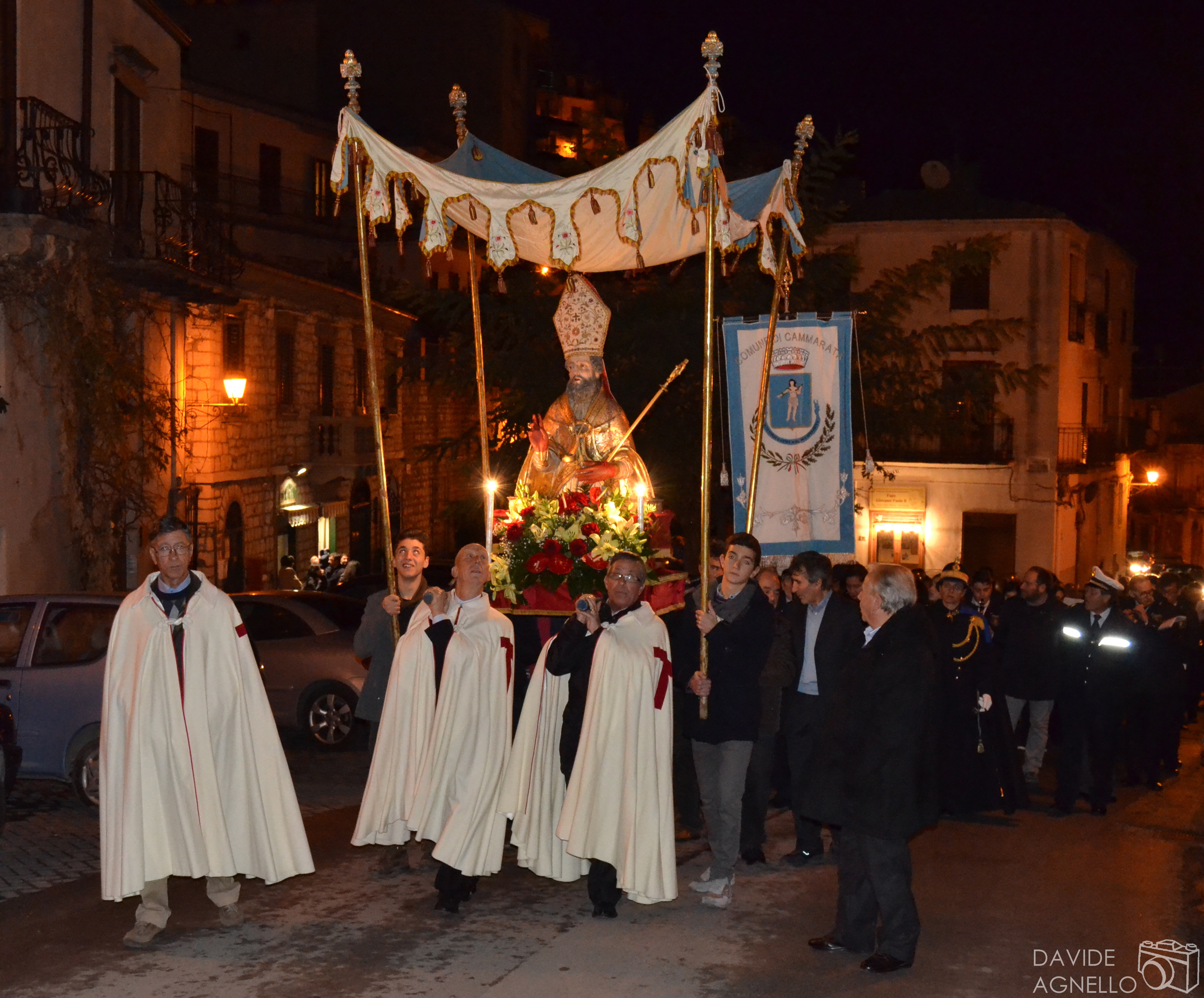
Momento della Processione

 Prima della conclusione della Santa Messa il sindaco recita la preghiera a San Nicolò:
Glorioso San Nicolò, nostro speciale protettore, da quella sede di luce, in cui godete della Divina Presenza e siete a noi testimone di cristiane virtù, volgete pietoso verso di noi tutti il vostro sguardo paterno e impetrateci del Signore quelle grazie e quegli aiuti che sono opportuni alle nostre necessità sì spirituali che temporali. Il vostro Patrocinio, tanto valido agli occhi di Dio per la grande santità di cui siete esempio, comprenda gli uomini di tutto il mondo e la Chiesa tutta, ma in special modo Vi preghiamo che protegga questa comunità di Cammarata con tutti i suoi abitanti e le sue cose. Guidateci nel retto sentiero della Verità e della Giustizia, consolateci nelle afflizioni e nelle infermità, provvedeteci nei bisogni e nelle necessità. Assistete i giovani, ricordatevi dei nostri fratelli emigrati e di nostri cari defunti; preservateci tutti da ogni male. Aiutateci a condurre una vita retta ed operosa, perché si possa concludere nel vostro abbraccio, davanti al Signore. AMEN
La sera, tempo permettendo, si svolge la breve processione attraverso alcune vie del quartiere, partecipano con i propri stendardi le varie confraternite comitati di Cammarata e di nuovo le autorità civili militari e religiose locali. All'arrivo della precessione, vengono eseguiti fuochi pirotecnici. Rientrato il simulacro in chiesa viene riposto nella sua cappella e si procede alla tradizionale “Scinnuta d’Ammaculata”. 
Alcuni fedeli salgono sull'altare dove è stata posta l'Immacolata, la scendono a braccio e la portano in processione attraverso la navata centrale e fino sul sagrato, cantando a squarciagola alcune strofe dell'antica coroncina, mentre la banda musicale intona la tradizionale Ninnaredda. 
Rientrata in chiesa viene ricollocata nell'altare per le celebrazioni dei giorni successivi in suo onore. 
Questa è la festa del nostro Santo Patrono, un rito secolare che si ripete ancor oggi e che auspichiamo possa essere ancora tramandata alle generazioni future.

## La Madonna dei Miracoli

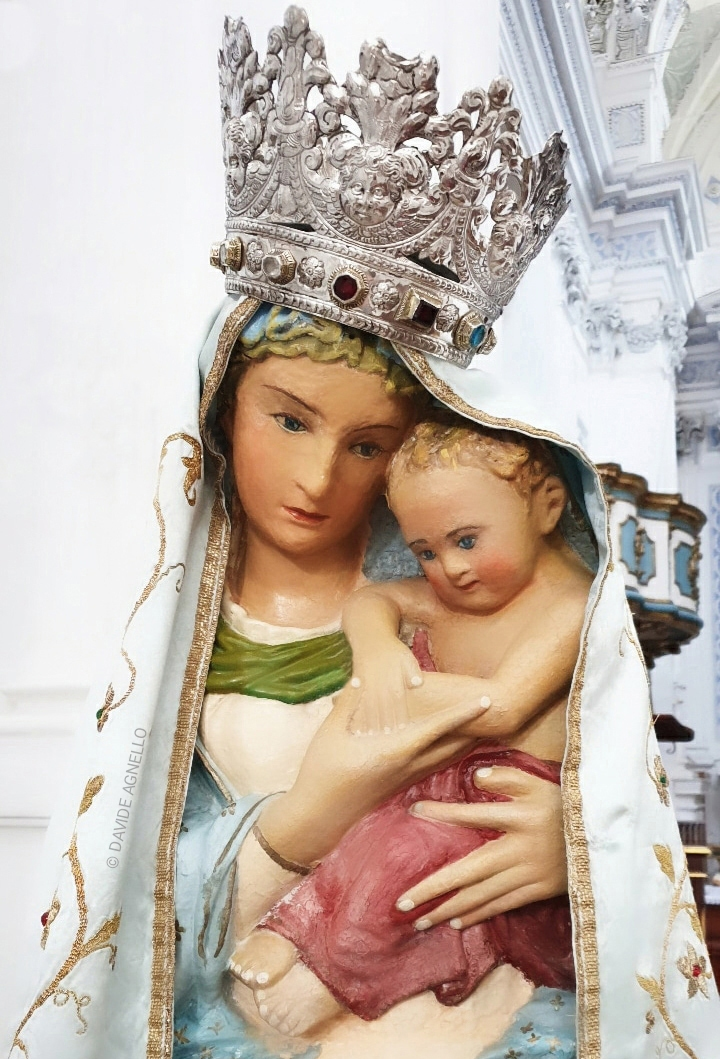
L'antico simulacro della Madonna dei Miracoli

Il culto alla Madonna dei Miracoli a Cammarata è di origini antichissime. 
Si presume che il simulacro provenga dalla vecchia Matrice, dopo l'incendio del 1624 è stata recuperata insieme al Retablo del Mancino e il Sarcofago di Blasco Branciforte, sotto ordine del principe Francesco Branciforte. 
La devozione alla Madonna dei Miracoli risale agli anni '600, ed era la principale del paese; tutto ebbe inizio quando la figlia del principe Francesco Branciforti, si ammalò gravemente, il principe allora si rivolse alla Madonna da cui ottenne per intercessione la guarigione e in segno di ringraziamento promise alla Vergine di recarsi ogni anno, la seconda domenica di ottobre, in pellegrinaggio con tutta la corte in Chiesa Madre, omaggiandola con fiori e doni.
Inoltre, istituì la fiera degli attrezzi agricoli, che si svolgeva "sopra la costa", vicino alla Chiesa Madre, proprio per questo motivo veniva chiamata A FERA 'NCAPUACOSTA (per i sangiovannesi Sutta u Cuozzu) o DA MATRICI.
Con il passare del tempo la tradizione venne a perdersi e si riprese solo negli anni 40 (per qualche anno), attraverso la rievocazione storica del miracolo avvenuto 300 anni prima. 
L'ultima rievocazione storica, si è svolta nel 2018, con l'omaggio floreale alla Madonna dei Miracoli.

## Altro
- Pietà cinquecentesca proveniente dalla demolita chiesa della Compagnia dei Bianchi.
- Sepoltura del principe Blasco Branciforte, morto nel 1547.